# سبیلچه‌مرغ حنایی
سبیلچه‌مرغ حنایی (نام علمی: Dasyornis broadbenti) نام یک گونه از تیره سبیلچه‌مرغ است.